# Air Adriatic
Air Adriatic foi uma companhia aérea charter croata com sede em Rijeka. Foi a primeira companhia aérea privada croata. Ela operava serviços fretados do norte da Europa para destinos de férias na Croácia. Suas bases principais eram o Aeroporto de Pula e o Aeroporto de Dubrovnik. Ela encerrou as operações em março de 2007, após ter perdido seu Certificado de Operador Aéreo.

## História
A companhia aérea foi fundada em outubro de 2001 e iniciou suas operações em março de 2002. Tinha a sua sede em Rijeka e as operações técnicas baseadas no Aeroporto de Pula.
Em 2004, os voos charter foram em grande parte entre a Suécia e a Croácia. Em 2005, a empresa comprou mais três aeronaves McDonnell Douglas MD-82 da Alitalia. Em setembro de 2006, a companhia aérea planejava lançar serviços regulares e considerava adicionar Boeing 757-200s à sua frota.
Em 2007, a Air Adriatic anunciou planos de lançar serviços regulares de Zagreb a Berlim, Düsseldorf, Malmö, Moscou, Pristina, Skopje e Zürich e substituir seu McDonnell Douglas MD-82s por aeronaves Boeing 737-700. Ela também alugou um de seus MD-82s para a MyAir. A Air Adriatic encerrou suas operações em março de 2007.

## Frota

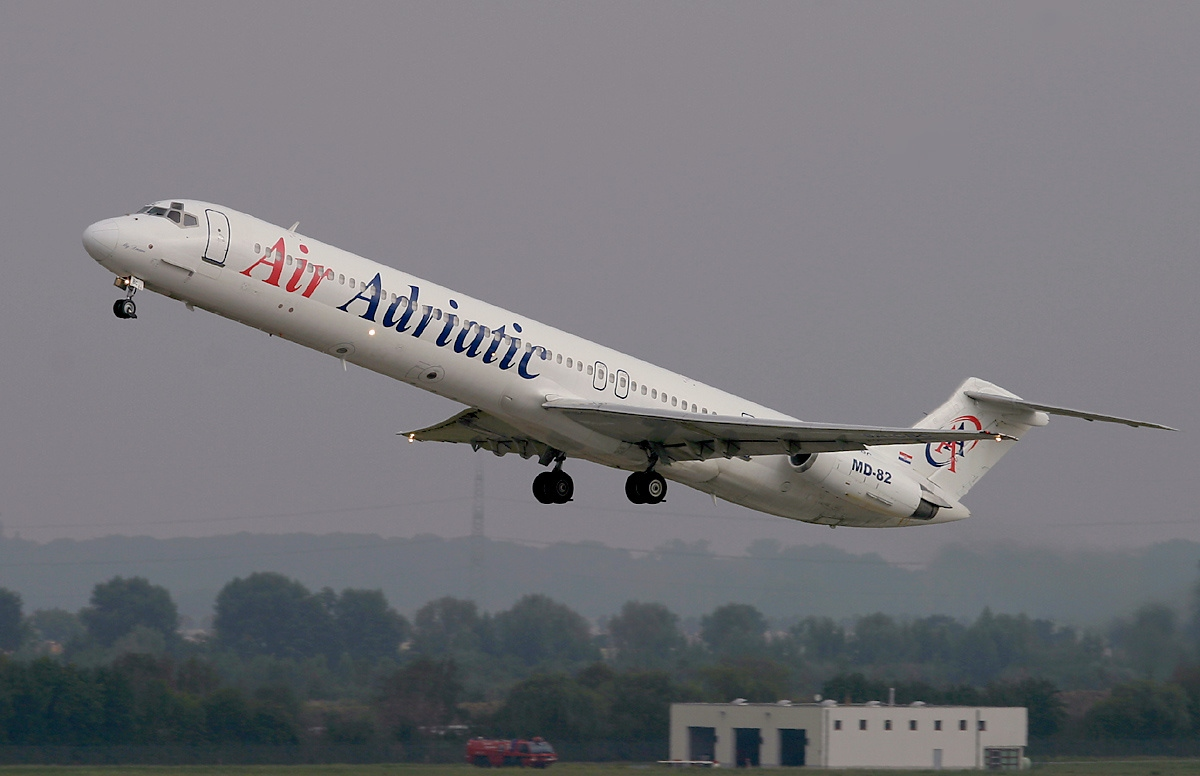
Um McDonnell Douglas MD-82 da Air Adriatic

A frota da Air Adriatic consistiu nas seguintes aeronaves:
| Aeronaves               | Em Serviço | Ordens | Passageiros | Notas |
| ----------------------- | ---------- | ------ | ----------- | ----- |
| McDonnell Douglas MD-82 | 5          | –      | 160         |       |
| McDonnell Douglas MD-83 | 3          | –      | TBA         |       |
| Total                   | 8          | 0      |             |       |

### Frota Histórica
A frota da Air Adriatic também consistiu nas seguintes aeronaves:
- 1 Tupolev Tu-154[5]